# Alojzy Bartoszek
Alojzy Stanisław Bartoszek (ur. 24 sierpnia 1933 w Łodzi, zm. 26 marca 2015 w Warszawie) – polski dyplomata, ambasador w Pakistanie (1970–1975), Holandii (1979–1983), Irlandii (1981–1984) i Kanadzie (1987–1992).

## Życiorys
Urodził się w rodzinie robotniczej Józefa i Heleny. W 1954 ukończył studia ekonomiczne na Uniwersytecie Łódzkim. W 1954 uzyskał zatrudnienie w zarządzie łódzkim Związku Młodzieży Polskiej. W 1955 rozpoczął pracę w Ministerstwie Spraw Zagranicznych. W latach 1955–1959 pełnił funkcję attaché w Ambasadzie w Pekinie, następnie był m.in. II i I sekretarzem ambasady w Ottawie, w tym jako chargé d’affaires (1961–1966) oraz starszym instruktorem Biura Spraw Kadrowych MSZ (1967–1970). W 1970 rozpoczął misję jako ambasador nadzwyczajny i pełnomocny w Pakistanie, którą pełnił do 1975. Został ranny w zamachu na Mariana Spychalskiego na lotnisku w Karaczi.
Po powrocie do kraju był wicedyrektorem Departamentu Prasy, Współpracy Kulturalnej i Naukowej MSZ (1975–1976) oraz dyrektorem gabinetu ministra spraw zagranicznych (1976–1979). Wykonywał pracę partyjną jako lektor KC PZPR. W latach 1979–1983 sprawował funkcję ambasadora PRL w Królestwie Niderlandów, był również ambasadorem w Irlandii (1981–1984). Po powrocie do kraju zatrudniony jako wicedyrektor Departamentu Europy Zachodniej MSZ. Od 1987 do 1992 ambasador w Kanadzie.
Odznaczony Krzyżem Oficerskim i Kawalerskim Orderem Odrodzenia Polski oraz Złotym Krzyżem Zasługi.